# 公子跪尋
公子跪寻（?—?），春秋时期周朝的大夫，原伯絞的弟弟。
原伯绞虐待他的臣属，很多人逃走。前530年十月初一壬申日，原国人驱逐原伯绞而立公子跪寻，原伯绞逃奔郊地。